# Kiriłł Michajłow
Kiriłl Andriejewicz Michajłow (ros. Кирилл Андреевич Михайлов; ur. 2 kwietnia 1983 w Kajrakowie) – rosyjski niepełnosprawny biegacz narciarski i biathlonista. Pięciokrotny mistrz paraolimpijski.

## Medale igrzysk paraolimpijskich

### 2006
- – Biegi narciarskie – 20 km st. dowolnym – osoby stojące
- – Biegi narciarskie – 10 km st. klasycznym – osoby stojące

### 2010
- – Biathlon – 3 km – osoby stojące
- – Biegi narciarskie – 20 km st. dowolnym – osoby stojące
- – Biegi narciarskie – sztafeta 1x4 km i 2x5 km
- – Biegi narciarskie – 10 km st. klasycznym – osoby stojące
- – Biegi narciarskie – sprint 1 km st. klasycznym – osoby stojące

### 2014
- – Biegi narciarskie – sprint 1 km st. klasycznym – osoby stojące
- – Biathlon – 15 km – osoby stojące